# Marienstraße 4 (Stralsund)

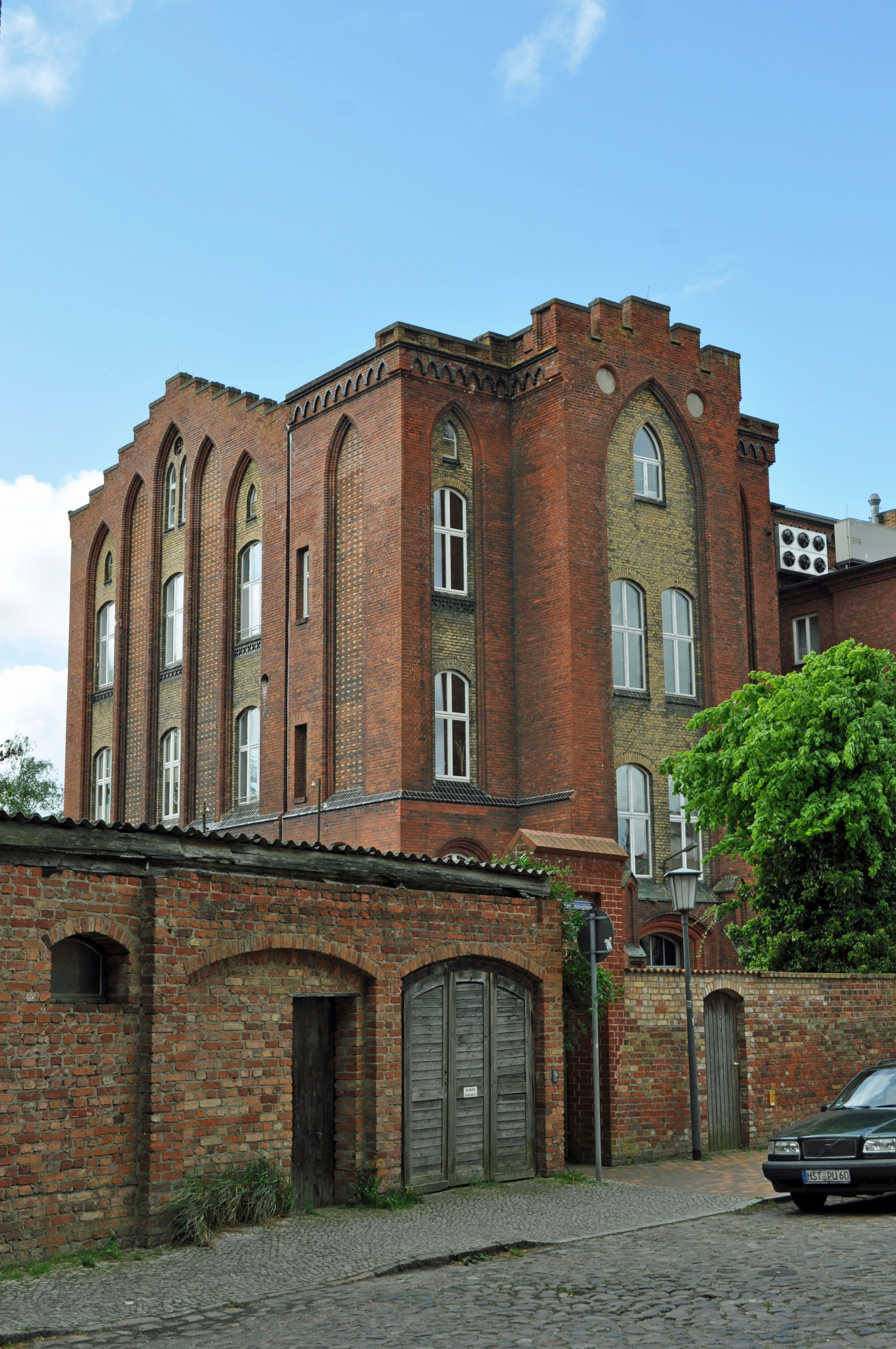
Das Haus Marienstraße 4 in Stralsund (2012)

Das Gebäude mit der postalischen Adresse Marienstraße 4 ist ein denkmalgeschütztes Bauwerk in der Marienstraße in Stralsund.
Der Backsteinbau wurde in den Jahren 1862 bis 1866 nach Entwürfen von Ernst von Haselberg errichtet.
Die Fassade ist im Stil der Neogotik gehalten. Geschossübergeifende spitzbogige Blenden prägen die Ansicht. An den Schmalseiten sind flache Treppengiebel ausgeführt und unter der Traufe ein Spitzbogenfries.
Ursprünglich waren die seitlichen Treppenhausrisalite mit Zinnen bekrönt.
Das Haus liegt im Kerngebiet des von der UNESCO als Weltkulturerbe anerkannten Stadtgebietes des Kulturgutes „Historische Altstädte Stralsund und Wismar“. In die Liste der Baudenkmale in Stralsund ist es mit der Nummer 506 eingetragen.
Das Gebäude wurde zunächst als zweites Stadtkrankenhaus genutzt. Im Jahr 1899 wurde ein Operationssaal angebaut.